# 克姆奇
42°9′0″S 73°29′22″W / 42.15000°S 73.48944°W

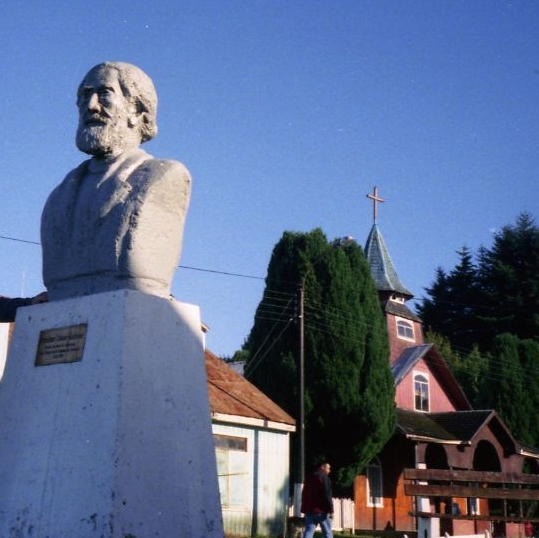

克姆奇（西班牙語：Quemchi），是智利的城鎮，位於該國中南部湖大區的奇洛埃省，始建於1882年4月18日，面積440.3平方公里，海拔高度5米，2012年人口8,405人，人口密度每平方公里19人。